# クリシュトフ・ハーディック
クリシュトフ・ハーディック（Kryštof Hádek、1982年3月10日 - ）は、チェコの俳優。クリストフ・ハーデクとも表記される。

## 来歴

### 生い立ち
チェコスロバキア（当時）のプラハ出身。母親はドキュメンタリー作家のヤナ・ハードコヴァー。長兄オンドジェイ・ハーディックは医者、次兄マチェイ・ハーディックは俳優。プラハ在住。

### キャリア
子供の頃からプラハで演劇の勉強をし、2003年から2004年の間にはロンドンの演劇学校に通う。
子役としていくつかの映画に出演、2001年公開『ダーク・ブルー』でカレル役に抜擢され、一躍有名になる。この役で、チェコのアカデミー賞と言われるチェコ・ライオンで助演男優賞にノミネートされた。
2009年、主演映画『3 Seasons In Hell』でチェコ・ライオンの主演男優賞を受賞。同年、ヨーロッパで期待の若手俳優に送られるシューティング・スター賞を受賞。

## 主な出演作品

### 映画
- ダーク・ブルー Dark Blue World (2001) - カレル・ヴォイティシェク
- Grapes (2007) - Honza
- Grapes 2 (2009) - Honza
- A Son's War (2009)
- 3 Seasons In Hell (2009)
- 乙女の汚れた裸 Bez doteku (2013)
- 予想外な8月 Mieletön elokuu (2013)
- コードネーム:ホレッツ Deckname Holec (2016)
- プラハのモーツァルト 誘惑のマスカレード Interlude in Prague (2017)
- バトル・オブ・ブリテン 史上最大の航空作戦 Hurricane (2018)

### テレビ
- Raw (2008-2012) - Pavel Rebien